# Johann Christoph Doebel
Johann Christoph Doebel (ochrzczony 9 grudnia 1640 w Bladiau, zm. 17 listopada 1705 w Królewcu, lub 1713 w Berlinie) – niemiecki rzeźbiarz barokowy.
Był synem rzeźbiarza Michaela Doebela (ok. 1610–1668/1678), który przybył do Królewca ze Świdnicy i zamieszkał na Steindamm. Johann Christoph Doebel (Döbel) kształcił się u ojca, następnie w latach 1668–1679 przebywał poza miastem. Do jego dzieł – w większości zniszczonych podczas II wojny światowej – należały: w Królewcu nagrobek kanclerza Johanna von Kospoth (1663–1664 – jako współpracownik ojca i brata Johanna Michaela Doebela Młodszego) oraz nagrobek Cathariny i Bartholomäusa Böhmów (1684–1688), oba w katedrze, ponadto figury aniołów ze szczytu siedziby Loży Pod Trzema Koronami (ul. Hintertragheim 31, ok. 1695). Rzeźbił ołtarz i kazalnicę w Wilczętach (1681), ołtarze w kościołach w Arnau (1687) i Tarowie (1688). Odnawiał i uzupełnił uszkodzony 1687 ołtarz w Quednau. Jego dziełem była ambona w Laptawie (1690) i zachowana w kolegiacie w Dobrym Mieście na Warmii (fundowana 1693). Działał dla jezuitów w Świętej Lipce (1696–1699), wykonując tam ołtarze boczne, konfesjonały i ławki.
Od ok. 1700 tworzył w Berlinie, gdzie jako rzeźbiarz dworski i architekt działał również jego brat Johann Michael Doebel Mł. (1635–1702). Wykonał ambonę w kościele Parafialnym (Parochialkirche) (1703/1704) i ok. 1710 ołtarz w kościele św. Mikołaja, ponadto figurę Wielkiego Elektora (w zbiorach zamku Monbijou).
Żonaty 1679 z Anną z d. Fischer ze Starego Miasta Królewca, z którą miał trzy córki. Niektórzy autorzy określają datę jego zgonu jako 17 listopada 1705, wówczas autorstwo ostatnich dzieł berlińskich byłoby wątpliwe.